# 獨立精神獎最佳影片獎
獨立精神獎最佳影片獎（Independent Spirit Award for Best Film）是獨立精神獎主要獎項之一，旨在表彰独立电影制作中的佼佼者。

## 得獎與入圍

### 1980年代
| 年份  | 电影                 | 导演                |
| ----- | -------------------- | ------------------- |
| 第1届 | 《三更半夜》         | 马丁·斯科塞斯       |
| 第1届 | 《血迷宮》           | 科恩兄弟            |
| 第1届 | 《甜言蜜语》         | 乔斯·肖普拉         |
| 第1届 | 《豐盛之旅》         | 彼得·马斯特森       |
| 第2届 | 《野战排》≠          | 奧利華·史東         |
| 第2届 | 《藍絲絨》           | 大卫·林奇           |
| 第2届 | 《不法之徒》         | 吉姆·賈木許         |
| 第2届 | 《情人节》           | Ken Harrison        |
| 第2届 | 《薩爾瓦多》         | Oliver Stone        |
| 第2届 | 《伴我同行》         | 羅伯·雷納           |
| 第3届 | 《大河邊緣》         | 蒂姆·杭特           |
| 第3届 | 《越軌幹探》         | 吉姆·麥克布萊德     |
| 第3届 | 《死者》             | 約翰·休斯頓         |
| 第3届 | 《山丘的日子》       | 约翰·塞尔斯         |
| 第3届 | 《游到柬埔寨》       | 強納森·德米         |
| 第3届 | 《奪命謎情》         | 諾曼·梅勒           |
| 第4届 | 《为人师表》         | 拉蒙·梅納德茲       |
| 第4届 | 《戀愛大鬥髮》       | 約翰·華特斯         |
| 第4届 | 《Patti Rocks》      | David Burton Morris |
| 第4届 | 《迷離殺》           | 埃洛·莫里斯         |
| 第4届 | 《同性三分親》       | 保罗·博加特         |
| 第5届 | 《性、謊言、錄影帶》 | 史蒂文·索德伯格     |
| 第5届 | 《迷幻牛郎》         | 葛斯·范桑           |
| 第5届 | 《阳光热力》         | 罗布·尼尔森         |
| 第5届 | 《神秘列车》         | 吉姆·賈木許         |
| 第5届 | 《真的爱你》         | 南希·莎沃嘉         |

### 1990年代
| 年份   | 电影                      | 导演                     |
| ------ | ------------------------- | ------------------------ |
| 第6届  | 《致命賭局》              | 斯蒂芬·弗里尔斯          |
| 第6届  | 《连环杀手的肖像》        | 約翰·麥克諾頓            |
| 第6届  | 《哈里的遭遇》            | 邁克爾·羅默爾            |
| 第6届  | 《我有話要說》            | 艾伦·莫伊尔              |
| 第6届  | 《與憤怒共眠》            | 查爾斯·柏奈特            |
| 第7届  | 《容易受傷的玫瑰》        | 马莎·库利奇              |
| 第7届  | 《希望之城》              | 约翰·塞尔斯              |
| 第7届  | 《無厘頭４老友》          | 约瑟夫·瓦斯奎兹          |
| 第7届  | 《殺人拼圖》              | 大衛·馬美德              |
| 第7届  | 《我私人的爱达荷》        | 葛斯·范桑                |
| 第8届  | 《超級大玩家》            | 勞勃·阿特曼              |
| 第8届  | 《壞警察》                | 阿貝爾·費拉拉            |
| 第8届  | 《公路休息站》            | 阿利森·安德斯            |
| 第8届  | 《密西西比風情畫》        | 米拉·奈兒                |
| 第8届  | 《小鎮風暴》              | 卡爾·富蘭克林            |
| 第9届  | 《銀色·性·男女》          | 勞勃·阿特曼              |
| 第9届  | 《公然挑戰》              | 艾倫·魯道夫              |
| 第9届  | 《抱得有情郎》            | 簡尼夫·班納              |
| 第9届  | 《魯比的天堂歲月》        | 維克·紐尼斯              |
| 第9届  | 《囍宴》±                 | 李安                     |
| 第10届 | 《低俗小说》°             | 昆汀·塔伦蒂诺            |
| 第10届 | 《子彈橫飛百老匯》        | 伍迪·艾伦                |
| 第10届 | 《饮食男女》              | 李安                     |
| 第10届 | 《帕克太太與惡性循環》    | 艾倫·魯道夫              |
| 第10届 | 《猛鬼街7：再见亦是猛鬼》 | 韦斯·克拉文              |
| 第11届 | 《离开拉斯维加斯》        | 邁克·菲吉斯              |
| 第11届 | 《夜癮》                  | 阿貝爾·費拉拉            |
| 第11届 | 《開麥拉狂想曲》          | 汤姆·迪西罗              |
| 第11届 | 《非常安全》              | 陶德·海恩斯              |
| 第11届 | 《人鱼传说》              | 约翰·塞尔斯              |
| 第12届 | 《冰血暴》°               | 科恩兄弟                 |
| 第12届 | 《你看見死亡的顏色嗎？》  | 吉姆·賈木許              |
| 第12届 | 《江湖白事》              | 阿貝爾·費拉拉            |
| 第12届 | 《小镇疑云》              | 约翰·塞尔斯              |
| 第12届 | 《歡迎光臨娃娃屋》        | 托德·索伦兹              |
| 第13屆 | 《來自天上的聲音》        | 勞勃·杜瓦                |
| 第13屆 | 《愛，上了癮》            | 凯文·史密斯              |
| 第13屆 | 《愛的諾言》              | Erin Dignam              |
| 第13屆 | 《養蜂人家》              | 維克·紐尼斯              |
| 第13屆 | 《等待古夫曼》            | 克里斯托弗·格斯特        |
| 第14届 | 《众神与魔鬼》            | 比爾·坎登                |
| 第14届 | 《苦难》                  | 保羅·許瑞德              |
| 第14届 | 《克雷爾多蘭》            | 洛奇·科里根              |
| 第14届 | 《女兒站起來》            | 詹姆士·艾佛利            |
| 第14届 | 《紫醉金迷》              | 陶德·海恩斯              |
| 第15屆 | 《呢個校園選乜鬼》        | 亚历山大·佩恩            |
| 第15屆 | 《玩謝嫌疑犯》            | 勞勃·阿特曼              |
| 第15屆 | 《至激雙雄》              | 史蒂文·索德伯格          |
| 第15屆 | 《史崔特先生的故事》      | 大卫·林奇                |
| 第15屆 | 《糖镇》                  | 阿利森·安德斯和Kurt Voss |

### 2000年代
| 年份   | 电影                  | 导演                            |
| ------ | --------------------- | ------------------------------- |
| 第16届 | 《臥虎藏龍》°         | 李安                            |
| 第16届 | 《黎明不會來》        | 朱利安·許納貝                   |
| 第16届 | 《喬治·華盛頓》       | 大卫·戈登·格林                  |
| 第16届 | 《鬼狗殺手》          | 吉姆·賈木許                     |
| 第16届 | 《迷上癮》            | 戴倫·艾洛諾夫斯基               |
| 第17届 | 《凶心人》            | 克里斯托弗·诺兰                 |
| 第17届 | 《搖滾芭比》          | 约翰·卡梅隆·米切尔              |
| 第17届 | 《少男初體驗》        | 麥可·奎斯塔                     |
| 第17届 | 《不為人知的秘密》    | 阿利森·安德斯                   |
| 第17届 | 《夢醒人生》          | 理查德·林克莱特                 |
| 第18届 | 《天上人間》          | 陶德·海恩斯                     |
| 第18届 | 《麥田捕手的女孩》    | 米盖尔·阿尔特塔                 |
| 第18届 | 《美麗與動人》        | 妮可·哈罗芬瑟                   |
| 第18届 | 《怪咖情緣》          | 史蒂芬·西恩博格                 |
| 第18届 | 《Tully》             | Hilary Birmingham               |
| 第19届 | 《迷失东京》°         | 蘇菲亞·柯波拉                   |
| 第19届 | 《美国荣耀》          | 夏立·史普林傑·貝曼與羅勃·普契尼 |
| 第19届 | 《前進天堂》          | 吉姆·谢里丹                     |
| 第19届 | 《少年维特的成长》    | 彼得·苏列特                     |
| 第19届 | 《欲盖弥彰》          | 比利·雷                         |
| 第20届 | 《酒佬日記》°         | 亚历山大·佩恩                   |
| 第20届 | 《大流氓》            | 馬力歐·范畢柏斯                 |
| 第20届 | 《引人入性》          | 比爾·坎登                       |
| 第20届 | 《万福玛丽亚》        | 喬舒亞·馬斯頓                   |
| 第20届 | 《迴轉時光機》        | 肖恩·卡魯斯                     |
| 第21届 | 《斷背山》°           | 李安                            |
| 第21届 | 《柯波帝：冷血告白》° | 贝尼特·米勒                     |
| 第21届 | 《晚安，好运。》°     | 佐治·古尼                       |
| 第21届 | 《親情難捨》          | 諾亞·波拜克                     |
| 第21届 | 《馬奎斯的三場葬禮》  | 湯米·李·瓊斯                    |
| 第22届 | 《小太陽的願望》°     | 喬納森·戴頓, 維萊莉·法瑞斯      |
| 第22届 | 《美國黑槍》          | Aric Avelino                    |
| 第22届 | 《陷索》              | 凯伦·孟可芙                     |
| 第22届 | 《我的左派老師》      | Ryan Fleck                      |
| 第22届 | 《羊男的迷宮》        | 吉勒摩·戴托羅                   |
| 第23届 | 《Juno少女孕記》°     | 贾森·雷特曼                     |
| 第23届 | 《潛水鐘與蝴蝶》      | 朱利安·許納貝                   |
| 第23届 | 《搖滾啟示錄》        | 陶德·海恩斯                     |
| 第23届 | 《死心不息》          | 麦克·温特伯顿                   |
| 第23届 | 《迷幻公園》          | 葛斯·范桑                       |
| 第24届 | 《拼命戰羊》          | 戴倫·艾洛諾夫斯基               |
| 第24届 | 《沙囊》              | 蘭斯·漢默                       |
| 第24届 | 《冰原之心》          | 考特尼·亨特                     |
| 第24届 | 《瑞秋要出嫁》        | 強納森·德米                     |
| 第24届 | 《溫蒂與露西》        | 凱莉·萊卡特                     |
| 第25届 | 《天生不是寶貝》°     | 李·丹尼尔斯                     |
| 第25届 | 《戀夏500日》         | 马克·韦布                       |
| 第25届 | 《樂透美國夢》        | 雀芮安·達比斯                   |
| 第25届 | 《为爱起程》          | 麥可·霍夫曼                     |
| 第25届 | 《罪惡代碼》          | 凯瑞·福永                       |

### 2010年代
| 年份   | 电影                    | 导演                      |
| ------ | ----------------------- | ------------------------- |
| 第26届 | 《黑天鹅》°             | 戴倫·艾洛諾夫斯基         |
| 第26届 | 《127小时》°            | 丹尼·鮑伊                 |
| 第26届 | 《愛上草食男》          | 諾亞·波拜克               |
| 第26届 | 《非單親關係》          | 莉莎·蔻洛丹柯             |
| 第26届 | 《冬天的骨头》°         | 黛柏拉·官尼克             |
| 第27届 | 《艺术家》≠             | 米歇尔·哈札纳维西斯       |
| 第27届 | 《活個痛快》            | 強納森·萊文               |
| 第27届 | 《初學者》              | 迈克·米尔斯               |
| 第27届 | 《繼承大丈夫》°         | 亚历山大·佩恩             |
| 第27届 | 《亡命驾驶》            | 尼古拉斯·温丁·雷弗恩      |
| 第27届 | 《寻求庇护》            | 杰夫·尼科尔斯             |
| 第28屆 | 《乌云背后的幸福线》°   | 大卫·欧·拉塞尔            |
| 第28屆 | 《南方的野兽》°         | 贝赫·泽特林               |
| 第28屆 | 《禮儀師真假殺人事件》  | 理查德·林克莱特           |
| 第28屆 | 《點亮燈光》            | 艾拉·薩克斯               |
| 第28屆 | 《月升王国》            | 韦斯·安德森               |
| 第29屆 | 《为奴十二年》≠         | 史蒂夫·麦奎因             |
| 第29屆 | 《一切尽失》            | J·C·陈多尔                |
| 第29屆 | 《弗兰西丝·哈》         | 諾亞·波拜克               |
| 第29屆 | 《醉乡民谣》            | 科恩兄弟                  |
| 第29屆 | 《內布拉斯加》°         | 亚历山大·佩恩             |
| 第30屆 | 《鳥人》≠               | 阿利安卓·崗札雷·伊納利圖  |
| 第30屆 | 《少年时代》°           | 理查德·林克莱特           |
| 第30屆 | 《流離所愛》            | 艾拉·薩克斯               |
| 第30屆 | 《塞尔玛游行》          | 阿娃·杜威内               |
| 第30屆 | 《爆裂鼓手》°           | 达米恩·查泽雷             |
| 第31届 | 《驚爆焦點》≠           | 湯瑪士·麥卡錫             |
| 第31届 | 《安諾瑪麗莎》          | 查理·卡夫曼 and 杜克·強森 |
| 第31届 | 《無境之獸》            | 凯瑞·福永                 |
| 第31届 | 《卡露的情人》          | 陶德·海恩斯               |
| 第31届 | 《夜晚還年輕》          | 西恩·貝克                 |
| 第32届 | 《月光男孩》≠           | 巴里·杰金斯               |
| 第32届 | 《美國蜜糖》            | 安德莉亞·阿諾德           |
| 第32届 | 《慢性》                | 米歇爾·法蘭科             |
| 第32届 | 《第一夫人的秘密》      | 帕布罗·拉拉因             |
| 第32届 | 《海邊的曼徹斯特》°     | 肯尼斯·洛勒根             |
| 第33屆 | 《逃出絕命鎮》°         | 喬登·皮爾                 |
| 第33屆 | 《请以你的名字呼唤我》° | 盧卡·格達戈尼諾           |
| 第33屆 | 《歡迎光臨奇幻城堡》    | 西恩·貝克                 |
| 第33屆 | 《淑女鳥》°             | 葛莉塔·葛薇               |
| 第33屆 | 《骑士》                | 趙婷                      |
| 第34屆 | 《藍色比爾街的沉默》    | 巴里·杰金斯               |
| 第34屆 | 《八年級生》            | 柏·本漢                   |
| 第34屆 | 《首度自新》            | 保羅·許瑞德               |
| 第34屆 | 《荒野之心》            | 黛柏拉·官尼克             |
| 第34屆 | 《你从未在此》          | 琳恩·拉姆塞               |
| 第35届 | 《别告诉她》            | 王子逸                    |
| 第35届 | 《隱藏的生活》          | 泰倫斯·馬利克             |
| 第35届 | 《刑与爱的边缘》        | 池娜叶·楚库               |
| 第35届 | 《婚姻故事》°           | 諾亞·波拜克               |
| 第35届 | 《原钻》                | 賽佛迪兄弟                |

### 2020年代
| 年份   | 电影                       | 导演                  |
| ------ | -------------------------- | --------------------- |
| 第36届 | 《无依之地》≠              | 趙婷                  |
| 第36届 | 《第一頭牛》               | 凱莉·萊卡特           |
| 第36届 | 《蓝调天后》               | 乔治·C·沃尔夫         |
| 第36届 | 《夢想之地》°              | 鄭李爍                |
| 第36届 | 《从不，很少，有时，总是》 | 伊萊莎·希特曼         |
| 第37届 | 《暗处的女儿》             | 瑪姬·吉倫荷           |
| 第37届 | 《致琪亞拉》               | 喬納斯·卡皮納諾       |
| 第37届 | 《呼朋引伴》               | 迈克·米尔斯           |
| 第37届 | 《新手》                   | Lauren Hadaway        |
| 第37届 | 《狂野48小時》             | 加妮克扎·布拉沃       |
| 第38届 | 《媽的多重宇宙》           | 关家永、丹尼尔·施奈特 |
| 第38届 | 《骨肉的總和》             | 盧卡·格達戈尼諾       |
| 第38届 | 《神父与恶魔的距离》       | 艾丽·福姆比           |
| 第38届 | 《TÁR塔爾》                | 陶德·菲爾德           |
| 第38届 | 《女人们的谈话》           | 莎拉·波莉             |
| 第39届 | 《之前的我們》             | 席琳·宋               |
| 第39届 | 《都是陌生人》             | 安德魯·海格           |
| 第39届 | 《美国小说》               | 科德·杰斐逊           |
| 第39届 | 《五月的你，十二月的她》   | 陶德·海恩斯           |
| 第39届 | 《慾流雙行道》             | 艾拉·薩克斯           |
| 第39届 | 《我們長大了》             | 米哈尔·拜格           |
| 第40届 | 《阿诺拉》                 | 西恩·貝克             |
| 第40届 | 《荧屏在发光》             | 简·申布伦             |
| 第40届 | 《五分钱男孩》             | 拉梅尔·罗斯           |
| 第40届 | 《监狱剧院》               | 格雷格·奎达           |
| 第40届 | 《懼裂》                   | 歌拉莉·花潔           |